# فرودگاه هاسویک
فرودگاه هاسویک (به انگلیسی: Hasvik Airport) (به زبان بومی: Hasvik Lufthavn) یک فرودگاه همگانی با کد یاتا HAA است که یک باند فرود آسفالت دارد و طول باند آن ۹۶۹ متر است. این فرودگاه در کشور نروژ قرار دارد و در ارتفاع ۶ متری از سطح دریا واقع شده‌است.

## شرکت‌های هواپیمایی و مقصدهای پروازی

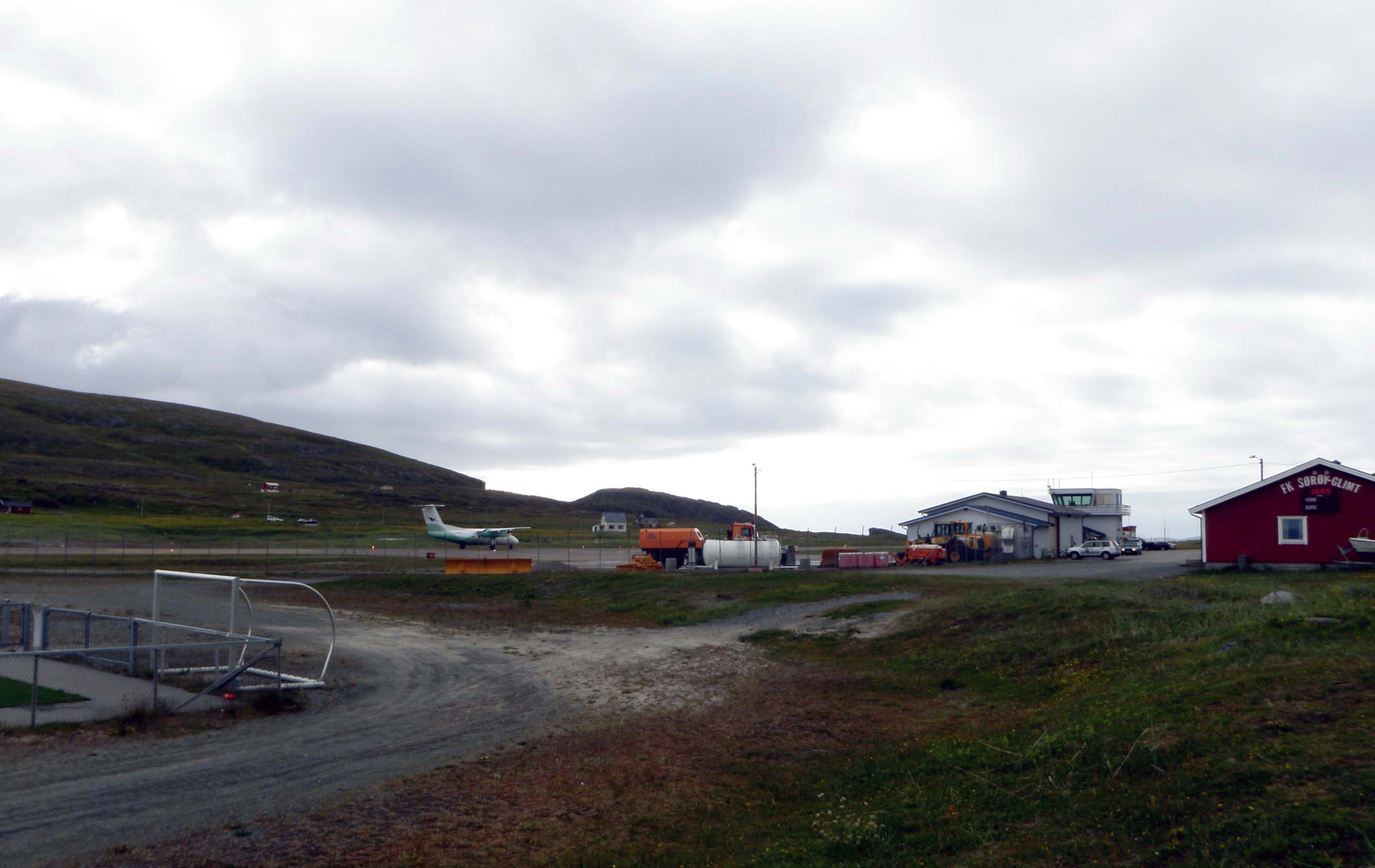
View of Hasvik Airport, with Widerøe Dash 8-100 aircraft on take-off roll

| شرکت‌های هواپیمایی | مقصدهای پروازی         |
| ----------------- | ---------------------- |
| ویدروئه           | هامرفست، کرکنس، ترومسا |